# Костромський район
Костромський район (рос. Костромской район) — адміністративно-територіальна одиниця (район) та муніципальне утворення (муніципальний район) на південному заході Костромської області Росії.
Адміністративний центр — місто Кострома.

## Історія
1929 року Костромський район увійшов до складу Костромського округу Івановської промислової області. 
Після ліквідації у 1930 році Костромського округу Кострома було виділено у самостійну адміністративно-господарську одиницю. 1 січня 1932 року постановою ВЦВК «Про зміни до адміністративно-територіального поділу Івановської промислової області» Костромський район ліквідовано. Сільради, що входили до складу району, були приєднані до міста Костроми та передані до Красносільського, Любимського, Молвітинського та Судиславського районів.
10 лютого 1935 року Костромський район був знову утворений.
1936 року Костромський район увійшов до складу Ярославської області. У 1944 році Костромський район увійшов складу до новоствореної Костромської області.

## Населення
| 2002    | 2008    | 2009    | 2010    | 2011    | 2012    | 2013    |
| ------- | ------- | ------- | ------- | ------- | ------- | ------- |
| 43 904  | ↗45 258 | ↘44 370 | ↗44 524 | ↘44 498 | ↗45 255 | ↗46 091 |
| 2014    | 2015    | 2016    | 2017    | 2018    | 2019    | 2020    |
| ↗47 114 | ↗47 290 | ↗47 829 | ↘47 334 | ↘47 057 | ↗47 093 | ↗47 175 |